# Arnaldo Bambini
Arnaldo Bambini (Correggio, 16 settembre 1880 – Verolanuova, 2 dicembre 1953) è stato un compositore e organista italiano.

## Biografia
Dopo aver compiuto i primi studi nella sua città natale, passò al Conservatorio di Venezia nella classe del maestro Oreste Ravanello dal 1903 al 1905, diplomandosi a pieni voti in pianoforte e organo. Frequentò poi un corso biennale di composizione tenuto dal maestro Ermanno Wolf-Ferrari.
Nel 1906 fu per sei mesi all'organo del Salone Concerti dell'Expo di Milano, ammiratissimo per le sue improvvisazioni su temi dati al momento.
Nel 1907, in seguito ad un concorso, fu nominato organista a Verolanuova; qui nel 1914 fece riformare l'organo Lingiardi del 1873, portandolo da due tastiere con 27 registri a tre tastiere, con 40 registri e circa 3.000 canne. Fu invitato come organista titolare dalla chiesa di Chiesa di Sant'Alessandro in Zebedia a Milano (1907) e dalle Cattedrali di Ravenna (1909), Modena (due volte), Messina (1931) e Mantova. Nonostante le lusinghiere proposte scelse di non abbandonare mai la chiesa parrocchiale di Verolanuova.
Nell'arco della sua carriera tenne almeno 80 concerti-collaudi di nuovi organi, tra cui quelli di Messina (5 tastiere), Genova (4 tastiere), Verona, Bergamo, Brescia, Cremona, Alba, Mondovì, Rovereto, Modena e Chiari.
In qualità di compositore egli vanta inoltre un'ampia produzione non solo per organo e pianoforte, ma anche per voci sole e canto corale, per archi e grande orchestra, premiate in concorsi nazionali e internazionali (alcune figurano in edizioni di Dresda e di Londra).
Nel 1940 divenne socio dell'Ateneo di Brescia. 
È sepolto nel cimitero di Verolanuova, in provincia di Brescia.

## Onorificenze
- Medaglia d'oro del Comune di Verolanuova (1º maggio 1953): "Per il valore insigne dell'artista ammirato ed invidiato per le sue composizioni da critici ed artisti nazionali e stranieri, noto ai suoi concittadini per la sua innata modestia, per la sua cordialità e per le incantevoli improvvisazioni all'organo della nostra Cattedrale".[1]

## Opere

### Organo

Arnaldo Bambini all'organo della Basilica di Verolanuova

- Composizioni per organo op. 1-2-3-4 (1903-1906)
- Composizioni per [pianoforte e] organo. Op. 6[a] Alemanna; op. 6[b] Preludio; op. 6[d] Toccata in Mi magg.; op. n° [6c/]19 Fantasia e fuga in La minore (1908-1947)
- «Soli Deo gloria». 15 pezzi per organo op. 11 (1911)
- Composizioni per organo op. 14 (1913-1924)
- Composizioni per organo dall'op. 17; seguono op. 19-20-21, dall'anno 1928 al 1951 (1928-1931; 1948-1951)
- Fughe a 4 voci; Composizioni per organo op. 21 (s.d.)
- Sette composizioni per grande organo (1945?)
- Composizioni varie per canto e piano od organo (1918-1942)

### Pianoforte
- Suite [in alto stile] in Re per pianoforte op. 5 (1907?)
- Composizioni per [pianoforte e] organo. Op. 6[a] Alemanna; op. 6[b] Preludio; op. 6[d] Toccata in Mi magg.; op. n° [6c/]19 Fantasia e fuga in La minore (1908-1947)
- Composizioni per pianoforte. Op. 7: 1° Pagina d'album; 2° Improvviso; 3° Capriccio; op. 8 Intermezzi: 1° Andante con espressione; 2° Romanza (1907-1913)
- Sonata in Si minore per pianoforte op. 12 (1912)
- Pezzi lirici per pianoforte op. 15 (1915-1926)
- Preludi per pianoforte op. 18, pubblicati nel 1952
- Toccate per pianoforte op. 19-20, 1915-1949 (1915-1946; 1949-1950)
- Composizioni varie per canto e piano od organo (1918-1942)

### Musica vocale
- Composizioni. 5 offertori a quattro voci dispari op. 9: 1° Dominica Ressurrectionis; 2° Dominica in Albis; 3° In Ascensione Domini; 4° In festo Pentecoste; 5° In festo Corporis Christi (1909)
- Madrigali a 4 voci op. 9[bis]: 1. La bellezza; 2. Nuvoletta vespertina; 3. Quando il giorno...; 4. A che cerchi pastor... (1913)
- Messa da Requie a 4-6-8-voci dispari op. 10 (1909)
- Liriche per canto e piano op. 18b (1918-1950)
- Maggio, coro a 3 voci, op. 13 n. 1 (1912)

### Per archi e pianoforte
- Romanza per violino e pianoforte, op. 13 n. 2 (1912)
- Alla sera (dal Foscolo). Intermezzo per archi e pianoforte op. 15a (1920)
- Composizioni per archi e pianoforte op. 16 (1915-1924)

### Orchestra
- Alla sera (dal Foscolo). Impressione per orchestra di archi, arpe, tube, corni e clarinetti op. 15b (1917)
- ... Leggendo il «Quo vadis?» per grande orchestra op. 16 (1916)